# Sigismund II. Rákóczi
Sigismund Rákóczi (ungarisch Zsigmond Rákóczi; * 14. Juli 1622 in Sárospatak; † 4. Februar 1652 in Fogarasch) war ein Prinz von Siebenbürgen aus dem ungarisch-calvinistischen Adelsgeschlecht der Rákóczi und Graf von Mongatsch.

## Familienhintergrund
Die Familie Rákóczi stammte ursprünglich aus dem Komitat Semplin. Die Wurzeln der Familie gehen bis in die erste Hälfte des 14. Jahrhunderts zurück. Balázs (* 1328; † 1361) war der erste, der den Familiennamen 'Rákóczi' benutzte.

## Leben
Sigismund wurde als der zweite Sohn von Georg I. Rákóczi und seiner Ehefrau Susanna Lorántffy 1622 in Sárospatak geboren. Er wurde benannt nach seinem Großvater väterlicherseits Sigismund I. Rákóczi. Seine Erziehung übernahm der deutsche Philosoph und Theologe Johann Heinrich Bisterfeld, der großen Einfluss auf ihn ausübte. Obwohl nach seinem Bruder nur als zweites Kind seines Vaters geboren, war Sigismund für diesen sein Lieblingssohn. Vom väterlichen Stolz bewegt sprach Gregor I. Rákóczi während des Kriegs 1644 über seinen zweitgeborenen Sohn die Worte: „Er benimmt sich allen Ständen gegenüber so anständig und mit so einer Härte und so einem reifen Verstand, dass wir von ihm jetzt nichts mehr erwarten können.“ Zeitgenössische Chronisten äußerten sich ausgesprochen positiv über den Fürstensohn. So nannte János Szalárdi den Prinzen „hoffnungsvoll, gottesfürchtig und fromm“. Auch der den Rákóczis wenig zugetane János Bethlen bezeichnet ihn als „edelmütigen, weisen und mit Recht zu großem Glück berufenen Jüngling.“ Sein geliebter Vater verlieh ihm den Titel eines Grafen von Mongatsch (Munkatsch). Aus dynastischen und politischen Gründen entschied sich sein Vater zu einer Verehelichung seines Sohnes mit einem bedeutenden europäischen Fürstenhaus. Vorbild war für ihn hierbei der frühere Fürst von Siebenbürgen Sigismund Báthory, der einst eine Ehe mit der Habsburgerin Maria Christina schloss und dadurch sein Haus aufwertete. Zudem strebte Georg I. eine politische Allianz gegen die Habsburger an. Die Wahl fiel schließlich auf die pfälzische Prinzessin Henriette Marie aus dem Haus Wittelsbach, die über ihre Mutter Elisabeth Stuart Enkeltochter des Königs von England, Schottland und Irland war und über den Vater, Friedrich V., auch mit den Häusern Oranien und Hohenzollern verwandt war. Obwohl sich Henriette Marie zunächst in zahlreichen Briefen an ihren Bruder gegen die Ehe gewehrt hatte, setzte deren Tante, die Kurfürstin Elisabeth Charlotte von Brandenburg, die Verbindung schließlich mit der Begründung durch, dass die Familie Rákóczi eine wohlhabende protestantische Familie der damaligen Zeit war.
Das Paar hielt zwei Hochzeiten, davon zunächst am 24. Mai 1651 in Crossen, wobei sich Sigismund durch den Stellvertreter Ferenc Rhédei als Bräutigam vertreten ließ, und ein weiteres Mal am 26. Juni 1651 in Sárospatak, wo sich das Paar zum ersten Mal persönlich begegnete. Bis dahin kannten sich die beiden nur von Bildern, die sie einander geschickt hatten. An den aufwendigen Feierlichkeiten nahmen viele Mitglieder der ungarischen Aristokratie, brandenburgische und pfälzische Gesandte, der litauische Herzog Janus Radziwill wie auch Herzog Viktor I. Amadeus von Anhalt-Bernburg teil. Über ihren Ehemann schrieb Henriette an ihre Familie: 
„... ein wackerer frohliger Junger Herr, geschickt, ziemblich gelehrt, annemblich in Conversation von gutten qualitäten.“
Das Ehepaar blieb nur knapp drei Monate verheiratet, da Henriette bereits kurze Zeit nach ihrer Ankunft in Siebenbürgen plötzlich und unerwartet am 18. September 1651 verstarb. Fünf Monate nach ihrem Tod verstarb auch Sigismund. Er wurde an ihrer Seite in der St.-Michael-Kirche in Weißenburg beigesetzt.

## Rezeption in der Gegenwart
Nach Gábor Kármán sei Sigismund „die einzige Gestalt der ungarischen Geschichte, von der ausnahmslos nur Positives berichtet wird.“